# Pit Kinzer

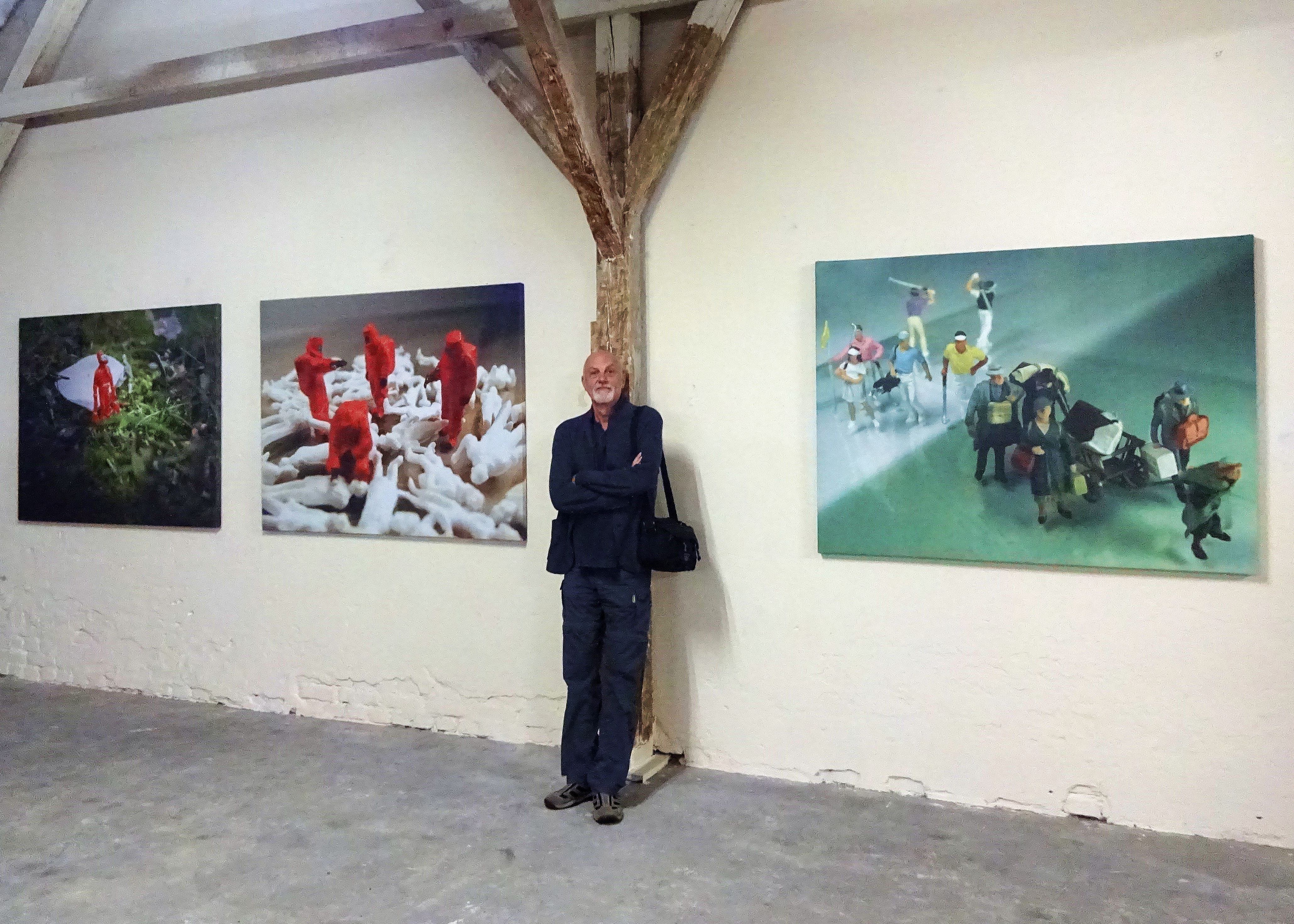
Pit Kinzer auf der Ostrale 2016

Pit Kinzer (* 9. April 1951 in Ottobeuren) ist ein deutscher Künstler.

## Leben
Pit Kinzer, mit bürgerlichem Namen Peter Otto Kinzer-Weinacht, wurde im schwäbischen Ottobeuren geboren. Er schloss eine Lehre als Schriftsetzer ab, machte das Fachabitur an der Fachoberschule für Gestaltung in Augsburg und studierte dort Architektur mit dem Abschluss Diplomingenieur (FH). Seit 1978 ist er freischaffender Künstler. Seit 1995 lebt und arbeitet er in Markt Rettenbach im Landkreis Unterallgäu. Er ist Mitglied im Bundesverband Bildender Künstlerinnen und Künstler (BBK). Außerdem tritt er als Musiker, Autor und Verleger in Erscheinung, z. B. war er von 1978 bis 1985 Herausgeber von sprachlos, einer Zeitschrift für Literatur und Kunst.

## Künstlerischer Werdegang
Pit Kinzer begann in den 1970er Jahren als Zeichner und Grafiker. In der Folgezeit machte er sich einen Namen als sozialkritischer Radierer, auch durch zahlreiche Beteiligungen an internationalen Grafikbiennalen (u. a. in Barcelona, Cadaques, Lublin, Toruń, Fredrikstad, Varna). 1991 musste er aus gesundheitlichen Gründen den Umgang mit Säuren und Lösungsmitteln aufgeben und kam nach einer fast monochromen Mal- und Holzschnittphase zu Fotografie, Installationen im öffentlichen Raum und diversen anderen Medien, u. a. interaktiven CDs. 2005 erfand er seine „Gerngroß Models“ (Modelleisenbahnfiguren im Maßstab 1:87), die er seither in allen denkbaren Variationen künstlerisch inszeniert, hauptsächlich in Fotoarbeiten und Installationen. Bekannt sind vor allem die „Gerngroß Models XXL“, überlebensgroße Figuren auf Meshgewebe, die bisher in 35 Städten in Deutschland und von Österreich bis Kirgistan installiert wurden.

## Ausstellungen (Auswahl)

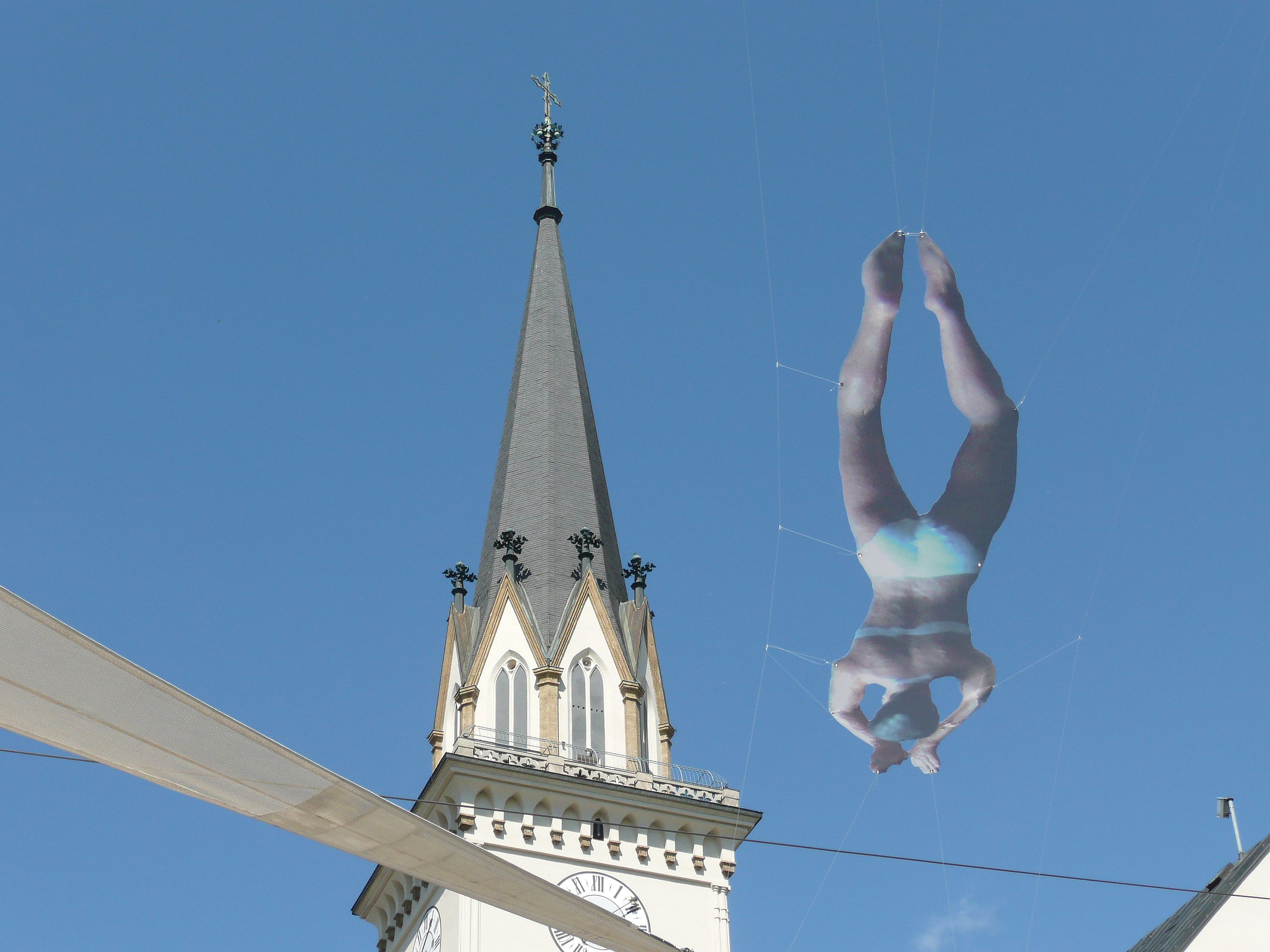
Gerngroß Models XXL in Villach

Mehr als 150 Einzelausstellungen und über 500 Ausstellungsbeteiligungen in Europa, Asien und Amerika belegen die kontinuierliche künstlerische Arbeit von Pit Kinzer. Eine Auswahl der Ausstellungen der letzten Jahre:
- 2018 Einzelausstellung Gerngroß Modelismus, Kreuzherrnsaal Memmingen
- 2018 Einzelausstellung Gerngroß Models, Künstlerhaus Ulm
- 2017 Displa(y)ced, Dresden, Int. Ausstellung auf Großflächenplakaten[4]
- 2017 Filter, Kunsthalle Kempten[5]
- 2017 Carl Laemmle reloaded, Museum Laupheim[6]
- 2017 Einzelausstellung Gerngroß Models, Kunstverein Bobingen[7]
- 2016 error X – Ostrale ´O16, Dresden[8]
- 2016 Blickfang, Kunsthaus Kaufbeuren[9]
- 2016 Internationale Windkunst 8. Bewegter Wind, Hofgeismar[10]
- 2016 Neue Welten – auf der Flucht, Galerie Noah Augsburg[11]
- 2016 Extrem bayrisch, Museum Schrobenhausen
- 2016 Leute in der Stadt, Leutkirch im Allgäu[12]
- 2015 Fonland Festival Coimbra/Portugal[13]
- 2015 Kunst an der Isar, Landshut[14]
- 2015 Skulpturensommer Bissee/Schleswig-Holstein[15]
- 2015 Projekt: kunstrasen – Skulpturenpark zur BUGA2015, Werben/Sachsen-Anhalt
- 2014 Sonderausstellung zur Jahresausstellung in der Residenz Kempten mit Verleihung des Kollegenpreises[16]
- 2014 Einzelausstellung Gerngroß Models, Kornhausmuseum Weiler im Allgäu[17]
- 2013 Schwäbische Skulptura, Kartause Buxheim
- 2013 12. Kunstfrühling Bad Wörishofen
- 2013 Ars Dilettanti – Kunstansammlung in der Direktion, Augsburg[18]
- 2012 GemmaKunstschaun, Villach/Österreich[19]
- 2012 Internationale Windkunst 6. Bewegter Wind, Wolfhagen/Nordhessen
- 2012 Kunst-Karée Schweinfurt[20]
- 2012 Das brink-Ereignis zum Thema Sprung, Wuppertal[21]
- 2012 Highlights im Abseits – 10 Jahre Künstlerhaus Marktoberdorf
- 2011 wind – sustainability, Ameland/Niederlande
- 2011 Westpaket, Alte Feuerwache, Berlin-Friedrichshain, und Kunstverein GRAZ, Regensburg[22]
- 2011 Krieg im Frieden?, Kunstpavillon im Alten Botanischen Garten München
- 2011 Lebenswirklichkeiten – Künstlerdasein, BBK-Galerie Augsburg
- 2011 beLICHTet, BBK Bayern Landesausstellung, Hofgartensaal der Residenz Kempten[23]
- 2010 Internationale Windkunst 5. Bewegter Wind, Frankenberg/Hessen
- 2010 Einzelausstellung Gerngroß Models, Kunstverein Landshut
- 2010 WasserDicht, Marburg
- 2010 Open HeArt, Eichstätt
- 2010 retrospektiv und aktuell, H2 – Zentrum für Gegenwartskunst im Glaspalast, Augsburg

## Auszeichnungen (Auswahl)
- 2018 Kulturpreis der Stadt Memmingen
- 2014 Kollegenpreis des BBK Schwaben-Süd
- 2010 1. Preis "Kapuzinerhalle Burgau" (Kunst-am-Bau-Wettbewerb) [24]
- 2010 Kunstpreis der Stadt Wertingen [25]
- 2009 Kunstpreis der Künstlergilde Ulm[26]
- 2005 Preis des Rotary-Club beim 8. Kunstfrühling Bad Wörishofen
- 2002 Alfred-Oberpaur-Kunstpreis Kempten
- 1993 Sonderpreis der Ostallgäuer Kunstausstellung Marktoberdorf
- 1990 ArsNovaFörderpreis der Sparda-Bank Saarbrücken
- 1990 Irland-Stipendium der Kinvarapress Galway
- 1987 Kunstförderpreis der Stadt Augsburg für Bildende Kunst[27]
- 1982 Kunstförderpreis der Stadt Augsburg für Literatur (mit "sprachlos")

## Veröffentlichungen (Auswahl)
Bild- und Textveröffentlichungen von Pit Kinzer
- 1981 Legaus – oder Das Denken attackiert den Denkenden (Roman)
- 1981 In Erwägung unserer Lage, Ein Buch zu Brecht (Hrsg., mit Jörg Scherkamp)[28]
- 1982 Zeichnungen, Druckgrafik, Katalog
- 1989 Radierungen 1985–1989 und Radierbilder, Kataloge
- 1999 Der interaktive Katalog, CD-ROM
- 1999 Rom ist überall – Latein im Alltag, CD-ROM
- 2000 doppelpack, CD-ROM
- 2001 Das grüne Haus Projekt, Virtuelle Ausgabe, CD-ROM
- 2006 Fotoarbeiten und Installationen, Katalog, ISBN 3-937082-53-0
- 2011 Gerngroß Models, Fotoarbeiten und Installationen, ISBN 978-3-923914-01-2

Dazu erschienen zahlreiche Originalgrafikveröffentlichungen als Leinenkassetten, Mappen, Kalender u. ä., vor allem in der Edition Bernhard Beck, Homburg, u. a. mit Sonetten von Ludwig Harig und Menüvorschlagen von Heinz Winkler (Koch). Pit Kinzer hat auch Bücher illustriert und das Artwork von Büchern und Tonträgern, u. a. für Wolfgang Lackerschmid, Götz Tangerding, Ray Pizzi oder Andy Lutter gestaltet.
Text- und Bildveröffentlichungen über Pit Kinzer in zahlreichen Büchern, Katalogen, Zeitschriften und Zeitungen, u. a. größere Artikel:
- 1987 Jan Prein: ars combinatoria – über den Radierer Pit Kinzer, in Graphische Kunst 29 (Edition Curt Visel Memmingen)
- 1987 Ursula Leibinger-Hasibether: Bilder als Weckrufe, in tendenzen 160
- 1989 Wolfgang Längsfeld: Wenn die Gespenster tanzen, in Katalog Pit Kinzer Radierbilder
- 2002 Jochen König Kleine Leute – große Wirkung in Das schöne Allgäu, 5/2002
- 2006 Gabriele Bessler, Michael Schels, Albert Hefele, Roman Kern, Dr. Hans-Wolfgang Bayer, Ursula Winkler: Die Miniaturwelten des Pit Kinzer u. a., in Katalog
- 2009 Sabine Buchwald: Kleiner Mann gernegroß, in Süddeutsche Zeitung, 29. April 2009
- 2011 Klaus-Peter Mayr: Mentor der Gerngroß Models, zum 60. Geburtstag von Pit Kinzer, in Allgäuer Zeitung, 9. April 2011
- 2011 Gudrun Szczepanek: Gerngroß Models, in Katalog
- 2014 Ingrid Grohe: Kleine Gestalt – große Persönlichkeit, in Schwäbische Zeitung
- 2014 Klaus-Peter Mayr: Ein Künstler wie aus dem Bilderbuch, in Allgäuer Zeitung
- Eintrag im Taschenlexikon der Bayerischen Gegenwartsliteratur (Piper), 1986

## Öffentliche Ankäufe
Viele Werke von Pit Kinzer sind im öffentlichen Besitz, darunter im Bundesministerium für Verkehr, Bau und Wohnungswesen in Berlin, in den Bayerischen Staatsgemäldesammlungen in München, im Bezirk Schwaben, in der städtischen Kunstsammlung Augsburg, in zahlreichen Städten und Gemeinden und anderen öffentlichen Institutionen, außerdem im Museum zur Geschichte von Christen und Juden in Laupheim und im Museum Majdanek in Lublin/Polen.